# ダニエル・ナバーロ
ダニエル・ナバーロ（Daniel Navarro、1983年7月8日 - ）は、スペイン、ヒホン出身の自転車競技（ロードレース）選手。2012年までアルベルト・コンタドールのチームメイトであり、強力な山岳アシストとして活躍した。

## 経歴

### 2005年
- リベルティ・セグロスと契約を結んでプロ転向。

### 2006年
- ジロ・デ・イタリア　初出場、総合91位
- 6月1日、ドーピング問題により解散を余儀なくされたリベルティ・セグロスを受け継いだアスタナ・ヴュルトに移籍。しかし同チームも同年シーズン限りで解散となった。

### 2007年
- 当時スイス籍であったアスタナへ移籍。
- ツール・ド・フランスに初出場したものの、リーダーであるアレクサンドル・ヴィノクロフのドーピング問題が噴出し、第16ステージ前に同レースのチーム撤退のためリタイア。

### 2008年
- UCIプロツアー　総合16位

### 2009年
- ジロ・デ・イタリア　総合31位
- ブエルタ・ア・エスパーニャ　初出場、総合13位

### 2010年
- クリテリウム・ドゥ・ドーフィネ　第5ステージ優勝
- ツール・ド・フランス　総合49位

### 2011年
- ジロ・デ・イタリア　総合44位
- ツール・ド・フランス　総合62位

### 2012年
- ジロ・デ・イタリア　総合44位
- ツール・ド・フランス　総合62位
- ツール・ド・レン　第3ステージ優勝

### 2013年
- コフィディスへ移籍
- ブエルタ・ア・ムルシア　優勝
- クリテリウム・デュ・ドフィネ　総合5位
- ツール・ド・フランス　総合9位

### 2014年
- ブエルタ・ア・エスパーニャ　第13ステージ優勝

### 2019年
- カチューシャ・アルペシンへ移籍

### 2020年
- イスラエル・スタートアップネイションへ移籍。